# Ferdinand Georg Waldmüller
Ferdinand Georg Waldmüller, född den 15 januari 1793 i Wien, död den 23 augusti 1865 i Hinterbrühl, var en österrikisk målare.

## Biografi
Waldmüller var elev till Hubert Maurer och Johann Baptist Lampi vid akademien i Wien och påverkades av nasarenerna, förblev bosatt i Wien, men företog studieresor till Italien, Paris och London. Han gjorde till en början lycka som porträttmålare. Hans porträtt och grupper är ytterst noggrant studerade i ett delikat och utglättat målningssätt med samlade plan av ljus och skugga. Han slog även in på genremålning med motiv ur bondelivet och barnens värld och på landskap, som var ståtligt hållna, brett och kraftfullt studerade. Georg Nordensvan skriver i Nordisk Familjebok: "I sin sträfvan efter ljus och luftverkan var han en föregångsman; han målade frilufts- och solskenseffekter, utan att rädas för starka och brokiga färger. Som lärare hänvisade han ungdomen till naturstudiet, men påtvingade ingen sitt eget framställningssätt."
Waldmüller var professor vid akademien, men då han 1846 utgav en skrift mot slentrianen i den akademiska undervisningen, avlägsnades han från sin syssla med halva lönen i pension. År 1864 återfick han sin professur och akademien reformerades 1877. Waldmüller var före andra världskriget rikligt representerad i museet och i det moderna galleriet i Wien samt i staden Wiens samling (Kyrkogång om våren, Leopoldsberg, Gratulanterna, Självporträtt med flera), i Berlins nationalgalleri (Efter skolan, Tidig vår i Wienerwald, Praterlandskap, Vidsträckt utsikt vid Ischl, mästerliga porträtt), i Nya pinakoteket i München (Kalkbränneri med flera), i Budapest, Königsberg, Kassel, Breslau, Hamburg och andra tyska gallerier. Ett monument över Waldmüller (av Josef Engelhart) avtäcktes i Wien 1913.

## Bilder
| - Ung kvinna (1840). - Den väntade (1860) |